# Le Roi David (film)
Pour les articles homonymes, voir David et Roi David.
Pour plus de détails, voir Fiche technique et Distribution.
Le Roi David (King David) est un film américaino-britannique réalisé par Bruce Beresford, sorti en 1985.

## Synopsis
Vers la fin du XIe siècle av. J.-C., David terrasse Goliath le géant. En signe de gratitude, Saül, le roi d'Israël, lui donne la main de sa fille, mais finit par le mettre en disgrâce. David  trouve refuge chez les Philistins, avant de devenir roi et de prendre Jérusalem.

## Fiche technique
- Titre : Le Roi David
- Titre original : King David
- Réalisation : Bruce Beresford
- Scénario : Andrew Birkin et James Costigan (en)
- Société de production : Paramount Pictures
- Musique : Carl Davis
- Photographie : Donald McAlpine
- Montage : William M. Anderson (en)
- Décors : Ken Adam
- Costumes : John Mollo
- Pays d'origine : États-Unis
- Format : Couleurs - 2,35:1 - Dolby - 35 mm
- Genre : Aventure, biopic, drame, historique et guerre
- Durée : 114 minutes
- Date de sortie :
- 29 mars 1985 (Etats-Unis)
- 2 octobre 1985 (France)
- 24 octobre 1985 (Belgique)

## Distribution
- Richard Gere : David
- Edward Woodward : Saül
- Alice Krige : Bethsabée
- Denis Quilley : Samuel
- Niall Buggy (en) : Nathan
- Cherie Lunghi : Mikhal
- Hurd Hatfield : Ahimelech
- Jack Klaff (en) : Jonathan
- John Castle : Abner
- Tim Woodward (en) : Joab
- David De Keyser : Ahitophel
- Ian Sears : David jeune
- Simon Dutton : Eliab
- Jean-Marc Barr : Absalom
- Arthur Whybrow : Jesse
- Christopher Malcolm : Doeg
- Valentine Pelka : Shammah
- Ned Vukovic : Malchishua
- Michael Müller : Abinadab
- James Coombes : Amnon
- Mark Drewry : Ishbosheth
- John Gabriel : Jehosaphat
- Gina Bellman : Tamar
- John Hallam : Philistin en armure
- James Lister : Uriah
- Jason Carter : Salomon
- John Barrard : vieux de la tribu de Benjamin
- Peter Frye : vieux Judéen
- David Graham : vieux de la tribu d'Éphraïm
- Genevieve Allenbury : Ahinoam
- Ishia Bennison : Maacah
- Jenny Lipman : Abigail
- David George : messager
- Anton Alexander : coureur
- Marino Masè : Agag
- George Eastman : Goliath
- Roberto Renna : Zabad
- Lorenzo Piani : gardien
- Massimo Sarchielli : Palastu
- Aïché Nana : Ahinoab
- Shimon Avidan : Absalom jeune
- Nicholas van der Weide : Salomon jeune

i